# Jakub Sobieski
Jakub Sobieski herbu Janina (ur. 5 maja 1591 w Żółkwi, zm. 23 czerwca 1646 tamże) – kasztelan krakowski od 1646 roku, wojewoda ruski w latach 1641–1646, wojewoda bełski w latach 1638–1641, podczaszy koronny w latach 1636–1638, krajczy koronny w latach 1628–1636, starosta szczurowiecki w 1646 roku, starosta krechowiecki w 1641 roku, starosta jaworowski w latach 1633–1639, starosta trembowelski w 1624 roku, starosta krasnostawski w latach 1624–1644, dworzanin królewski w 1624 roku, marszałek sejmu zwyczajnego w Warszawie w 1623 roku i marszałek sejmu zwyczajnego w Warszawie w 1626 roku, marszałek sejmu elekcyjnego w Warszawie w 1632 roku, polski magnat, poseł, pamiętnikarz, działacz polityczny, dowódca wojskowy.
Ojciec Jana III Sobieskiego, króla Polski.
Syn kasztelana i wojewody Marka Sobieskiego i Jadwigi Snopkowskiej. Dwukrotnie żonaty: z Marianną Wiśniowiecką – dwie córki z tego związku zmarły w dzieciństwie, a po jej śmierci z Zofią Teofilą Daniłowiczówną – mieli razem siódemkę dzieci, z których jednakże tylko trójka dożyła dorosłości.

## Życiorys

### Wzrost potęgi
W młodości odbył podróż po Europie. W 1611 r. przebywał w Lyonie, a rok wcześniej, 14 maja 1610, był świadkiem udanego zamachu na życie króla Francji Henryka IV, a paryski lud oskarżał go o współudział w zabójstwie monarchy. Po powrocie do Polski jego pozycja znacząco wzrosła. Poseł na sejm nadzwyczajny 1613 roku z województwa lubelskiego. Od 1617 był dworzaninem królewskim, krajczym wielkim koronnym od 1628 roku, podczaszym od 1636 roku, wojewodą bełskim od 1638 roku, wojewodą ruskim od 1641 roku, kasztelanem krakowskim od 1646 roku. Był starostą miast: Trembowla, Krasnystaw, Jaworów, Stryj, Kałusz, Bar, Tuchola i Gniew. Posiadane starostwa przynosiły mu znaczne dochody, co znacząco podniosło pozycję rodu Sobieskich.
W czasie wojny polsko-tureckiej (1620–1621) został w 1620 roku wyznaczony komisarzem sejmowym przy hetmanie Janie Karolu Chodkiewiczu.
Wybrany jako poseł na siedem sejmów między 1623 a 1632 rokiem. Poseł na sejm 1625 roku, sejm 1627 i 1628 roku z województwa ruskiego. Jako marszałek sejmu prowadził obrady sejmu w Warszawie od 24 stycznia do 5 marca 1623 oraz od 27 stycznia do 10 marca 1626 roku, a także sejmu nadzwyczajnego w Warszawie od 27 czerwca do 18 lipca 1628 oraz sejmu elekcyjnego w Warszawie, który trwał od 24 września do 15 listopada 1632 roku. Poseł na sejm warszawski 1626 roku z województwa ruskiego. Jako marszałek Sejmu z 1626 r. witał Zygmunta III tradycyjną oracją, w której oddając hołd zasługom króla, wywodził wyższość wolnej elekcji i wolności szlacheckich nad rządami siły i despotyzmem. „Zawstydziła w tej mierze Rzeczpospolita nasza te narody, którym dziedziczni rozkazują monarchowie” – mówił wówczas. Poseł województwa ruskiego na sejm zwyczajny i nadzwyczajny 1629 roku, poseł ziemi chełmskiej na sejm 1631 roku. Był członkiem konfederacji generalnej zawiązanej 16 lipca 1632 roku. Poseł na sejm konwokacyjny 1632 roku z województwa ruskiego.
Był elektorem Władysława IV Wazy z województwa ruskiego w 1632 roku, podpisał jego pacta conventa.
Jako poseł na sejm koronacyjny 1633 roku wszedł w skład komisji do wojny z Moskwą i organizacji wojska.
Poseł na sejmy ekstraordynaryjne 1634 i 1635 roku. Poseł na sejm zwyczajny 1635 roku, sejm 1638 roku.
Był marszałkiem sejmików województwa ruskiego w: 1624, 1625, 1627, 1628, 1632 roku.
W 1643 roku wyznaczony został senatorem rezydentem.
Po ślubie z Zofią Daniłowiczówną jego bogactwo wzrosło, ponieważ Zofia wniosła dziedzictwo rodziny Żółkiewskich i część dóbr rodziny Daniłowiczów.

### Wyprawy wojenne
Był bardzo rozważny w swoich radach, był więc szanowaną osobą. Członek wielu komisji, często występował jako mediator lub jako obrońca osieroconych dzieci. W polityce przeważnie popierał plany króla, ale zawsze był obrońcą praw szlachty i tolerancji religijnej.
Brał udział w wyprawie królewicza Władysława na Moskwę w 1617 r., zostając ranny przy nieudanym jej szturmie. Następnie uczestniczył w wyprawie chocimskiej w 1621 r. W kolejnych latach brał udział w prawie wszystkich wojnach Rzeczypospolitej, walcząc z Rosjanami, Turkami, Tatarami, Szwedami i Kozakami.
Sobieski kształcił się w Krakowie i Paryżu. Nauki początkowe pobierał prawdopodobnie w domu rodzinnym, dalszym jego wykształceniem kierował poeta Szymon Szymonowic i zapewne z jego inicjatywy został Sobieski uczniem Akademii Zamojskiej. Następnie 8 stycznia 1604 podjął studia w Akademii. Krakowskiej, ale już w listopadzie 1605 był ponownie studentem w Zamościu, gdzie pozostał do końca 1606 r. Na dalsze stadia wyjechał wiosną 1607 do Paryża, gdzie pozostał cztery lata. Przez pierwsze dwa lata był – w wyniku polecenia Szymonowica – prywatnym uczniem humanisty i filologa I. Casaubona, dwa następne – studiował w College Royal, m.in. pod kierunkiem F. Morela i G. Crithona. Zajmował się lekturą dzieł autorów starożytnych i nowożytnych, poetów, prawników i historyków.
Ważną częścią jego edukacji była nauka języków obcych (francuskiego, włoskiego i hiszpańskiego), poznawanie kultury i zwyczajów francuskich. Uczestniczył w życiu towarzyskim, bywał na dworze królewskim, przyjmowany przez Henryka IV, był świadkiem jego morderstwa, pogrzebu oraz koronacji nowego króla – Ludwika XIII. Z Paryża odbywał wycieczki po okolicach, przebywał także w Anglii, Niderlandach i zachodnich Niemczech. W lutym 1611 wyruszył w dłuższą podróż do Hiszpanii, Portugalii, południowej Francji, Sabaudii, Włoch (w Rzymie spędził zimę i wiosnę 1612) i Austrii. W czasie swoich podróży przyjmowany był przez króla Anglii Jakuba I Stuarta, namiestnika Niderlandów Maurycego Orańskiego, króla hiszpańskiego Filipa III, papieża Pawła V i cesarza Macieja I, poznaj wielu uczonych, polityków, arystokratów, wodzów. Sobieski prowadził diariusz podróży; notował w nim na bieżąco wydarzenia, opisy zwiedzanych miejsc i wrażenia.
Był słynnym oratorem i parlamentarzystą. Uczestnik wypraw wojennych na Rosję w latach 1617–1618 (tzw. Dymitriad), był członkiem rady wojennej króla Władysława IV. Brał udział w negocjacjach z Rosją w Dywilnie w 1618 roku, 11 grudnia 1618 roku podpisał tam rozejm. Brał udział w ekspedycji chocimskiej przeciw Imperium osmańskim w 1621 roku oraz ekspedycji przeciw Abazemu Paszy w 1633 roku. Negocjował również ze Szwedami w rozejm w Sztumskiej Wsi w 1635 roku.

### Śmierć
Pod sam koniec życia, w 1646 r. otrzymał nominację na najwyższy senatorski urząd świecki w Rzeczypospolitej – kasztelanię krakowską. Kasztelan-nominat zmarł jednak wkrótce potem. Jego śmierć w Żółkwi na atak serca (13 czerwca 1646 r.) poprzedził konflikt z Władysławem IV na tle planowanej przez króla wojny z Turcją.
10 sierpnia w Paryżu, gdzie wiadomość o śmierci ojca zastała synów Jana i Marka, odbyła się msza żałobna z udziałem wielu znaczących ludzi we Francji, celebrowana przez samego legata papieskiego. Oprócz aktu kurtuazji według synów, świadczyło to też o pozycji i prestiżu, jakim cieszył się zmarły. W opinii siedemnastowiecznego angielskiego biografa był „osobą wybitną zarówno dzięki swym umiejętnościom w sprawach państwowych, jak też odwadze i zdolnościom dowódczym w polu”.

## Dzieła
Spuścizna pisarska Jakuba Sobieskiego jest dosyć obszerna. Należą do niej mowy, diariusze z wypraw wojennych (wyprawa chocimska, moskiewska, rokowań ze Szwedami w 1629 roku) oraz instrukcje Sobieskiego dla synów, których wysłał na studia do Krakowa w 1639 i do Francji w 1645 roku. Te ostatnie stanowią znakomite odzwierciedlenie ówczesnego programu wychowania magnackich dzieci. Po ekspedycji chocimskiej w 1621 roku napisał Commentariorum chotinensis belli libri tres (Pamiętnik wojny chocimskiej), który opublikował w 1646 roku w Gdańsku. Dzieła tego użył Wacław Potocki pisząc poemat Transakcja wojny chocimskiej. Jest autorem instrukcji napisanej na podróż jego syna do Krakowa (1640) i Francji (1645), która mieściła w sobie zasady najlepszego kształcenia.
Jakub Sobieski jest również autorem Diariusza sejmu koronacyjnego w Krakowie w 1633 roku, który opublikowany został w 2008 r. w Wydawnictwie Uniwersytetu Opolskiego w opracowaniu Włodzimierza Kaczorowskiego.
Do rangi dzieła urosła też instrukcja, którą wypisał w 1640 r. Pawłowi Orchowskiemu, opiekunowi jego synów w trakcie ich podróży na studia do Krakowa. Jakub Sobieski wyjaśnia w niej, dlaczego należy zdobywać wiedzę i które z dziedzin nauki należy pogłębiać, wypisując dalej listę języków obcych i umiejętności do nauczenia oraz sposobów, w jaki synowie mają je przyswoić, a także wskazówki dotyczące utrzymywania higieny osobistej, ćwiczenia pobożności i relaksu w czasie wolnym.
Jakub Sobieski polecał zdobycie przez synów gruntownej znajomości języków: łacińskiego i niemieckiego. Polecał również przyswajanie francuskiego, włoskiego oraz rozpoczęcie nauki tureckiego. Oprócz nauki słownictwa i zasad gramatyki ojciec nakazywał też konwersację w językach obcych, tłumacząc, że „milczeniem żaden się żadnego języka nie nauczył”. Kwintesencją instrukcji stał się jej punkt siódmy: „Głupimi szlachcie starożytnej w jakiejkolwiek u ojczyzny swojej ekspektacyjej szpetnie zgoła być. Nauka wszędzie człowieka zdobi, i na wojnie, i u dworu, i doma, i w Rzeczypospolitej widzimy to, że ludzie więcej sobie ważą chudego pachołka uczonego aniżeli pana wielkiego a błazna, co go sobie więc palcem pokazują”.
Instrukcja uznawana jest za wyraz ideału wychowawczemu, któremu hołdował Jakub Sobieski. Stał on w opozycji współczesnych tendencji sarmackich w oświacie oraz wychowaniu i nawiązywał do najlepszych wzorców renesansowych, co wystawia Sobieskiemu opinię niezwykle światłego i wyprzedzającego pod tym względem większość szlachty człowieka. Interesujące ze względu na trafne obserwacje i porównania jest dzieło Dwie podróże ... odbyte po krajach europejskich odbyte w latach 1607–1613 i 1638.
Wyjazd Sobieskiego wiosną 1607 roku do Paryża miał cele edukacyjne. W wyniku polecenia Szymona Szymonowica pozostawał on przez dwa lata prywatnym uczniem humanisty i filologa Izaaka Casaubona. Kolejne dwa lata studiował w College Royal pod kierunkiem F. Morela i G. Crithona. Zajmował się tam lekturą dzieł autorów starożytnych i nowożytnych, poetów, prawników i historyków. Uczył się też języków obcych (francuski, włoski i hiszpański). Czteroletni pobyt w Paryżu spowodował też poznanie kultury i zwyczajów francuskich co zaowocowało bujnym życiem towarzyskim na dworze królewskim. Jakub był świadkiem morderstwa króla Henryka IV, jego pogrzebu oraz świadkiem koronacji nowego władcy Ludwika XIII. Z Paryża podejmował też wycieczki po Francji. Udał się też do Niderlandów, gdzie był przyjmowany przez namiestnika Maurycego Orańskiego. Podczas pobytu w Anglii przyjmowany był z kolei przez Jakuba I Stuarta.
W lutym 1611 rok wyruszył do Hiszpanii i Portugalii, gdzie spotkał się z królem Filipem III. Następnie zwiedził południową Francję i Włochy, gdzie w Rzymie przyjął go Paweł V. Ostatnim etapem europejskiej peregrynacji Jakuba był Wiedeń, gdzie podejmowany był przez cesarza Macieja. Pierwszą niedokładną edycje dzieła Jakuba Sobieskiego wydał Edward Raczyński w 1833 roku. Część pamiętnika powtórzył dwukrotnie na podstawie wcześniejszego wydania dotyczącą lat 1613 i 1638 wydał Aleksander Krasushar. Ostatnim i zarazem najpoprawniejszym wydaniem jest edycja w Bibliotece Narodowej dokonana przez prof. Józefa Długosza. Źródło to doczekało się również dwóch przekładów. Obydwa zostały dokonane na podstawie pierwszej edycji Edwarda Raczyńskiego. Pierwszy francuski został dokonany przez Leonarda Chodźko. Drugi – fragmenty przełożone na język hiszpański dokonany został przez Feliksa Różańskiego. Został on następnie przedrukowany w zbiorze relacji o krajach Półwyspu Iberyjskiego w XVI i XVII wieku

## Potomstwo
- Marek, starosta krasnostawski,
- Jan, marszałek, hetman i król Polski,
- Katarzyna, poślubiła Władysława Dominika Zasławskiego i Michała Kazimierza Radziwiłła,
- Anna, była zakonnicą,
- dwóch Stanisławów, Zofia i dwie nieznane z imienia córki zmarły w dzieciństwie.

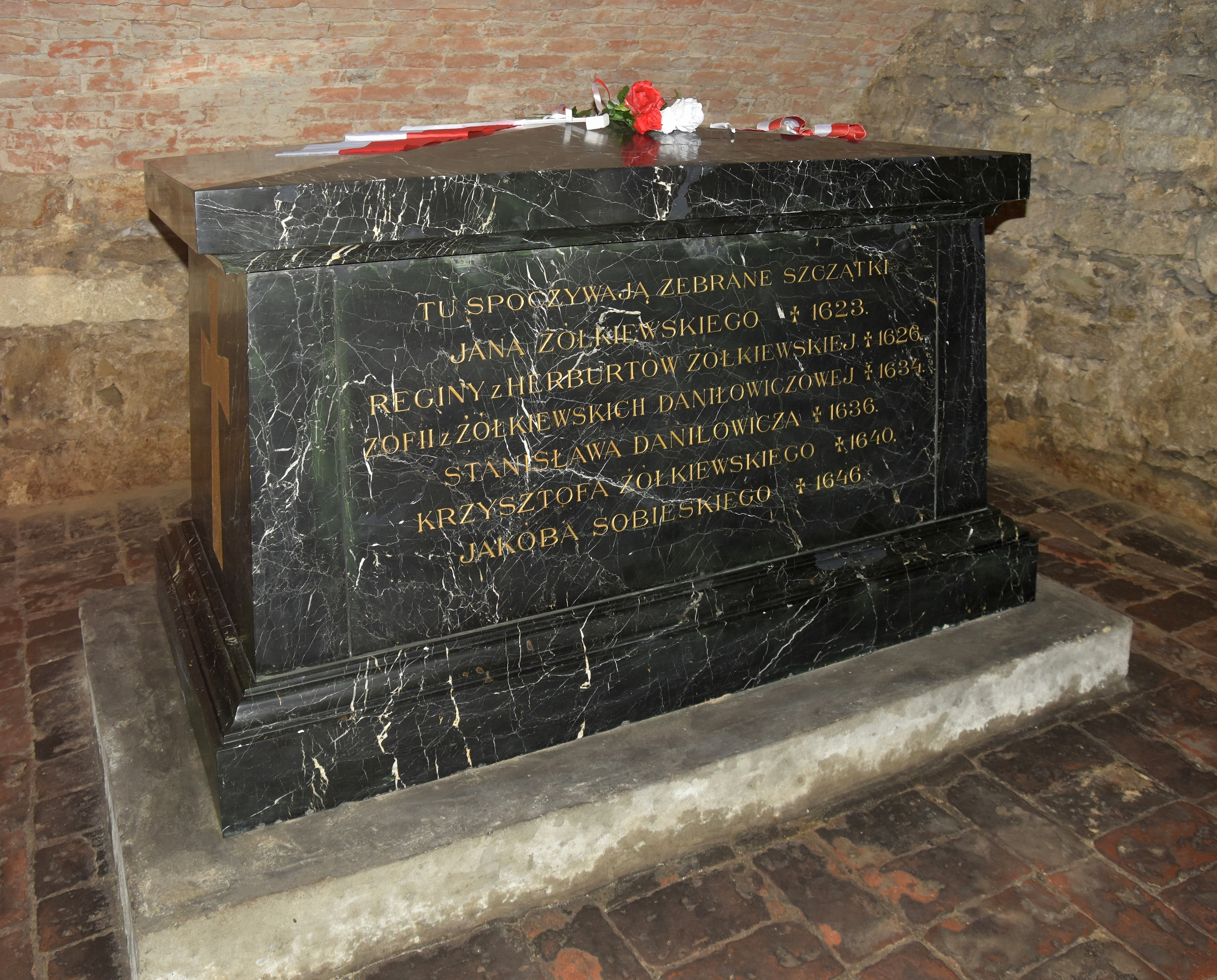
Sarkofag w krypcie kolegiaty św. Wawrzyńca w Żółkwi

## Bibliografia

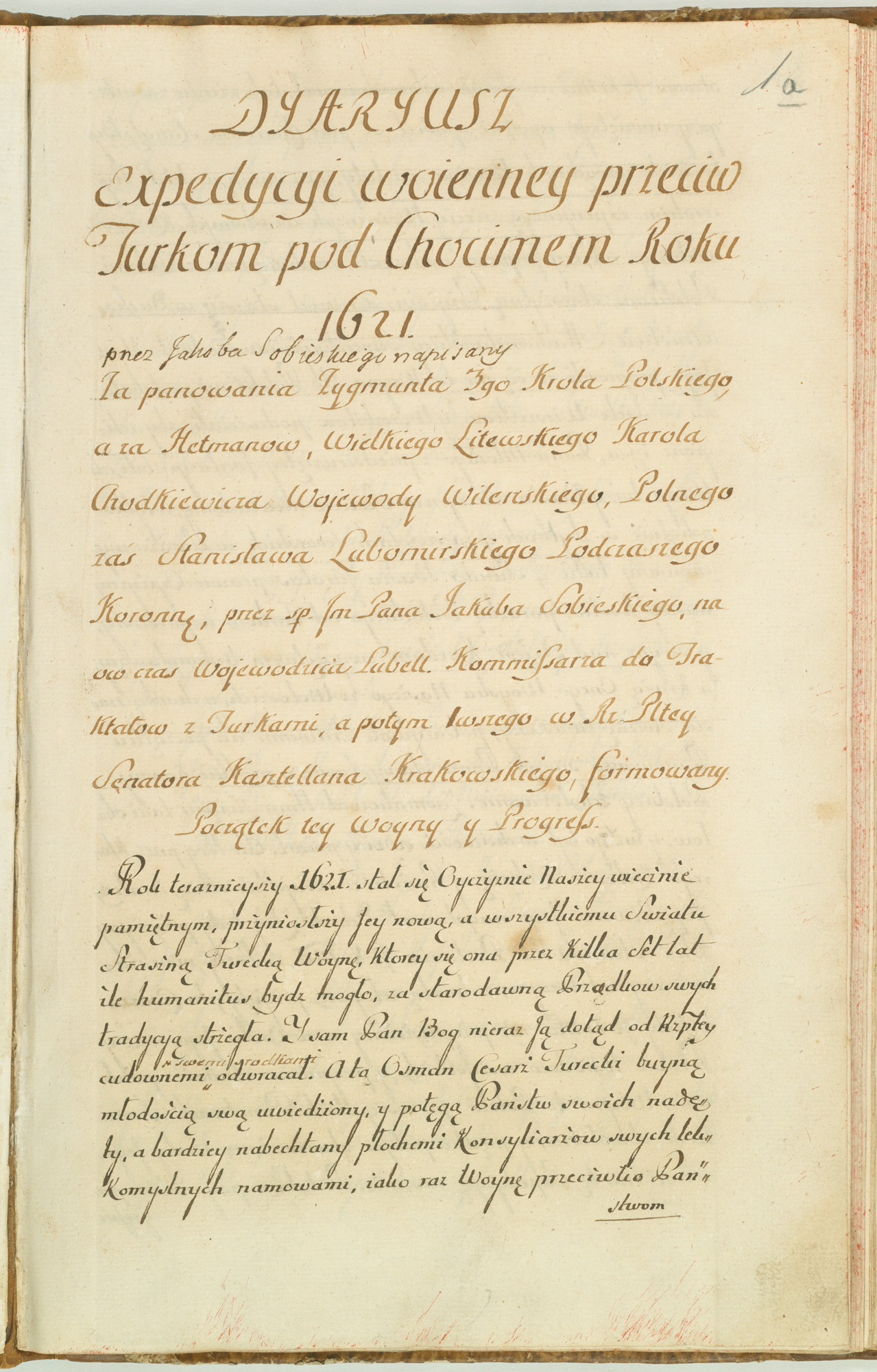
Pierwsza strona XVIII wiecznej, rękopiśmiennej kopii „Diariusza ekspedycji wojennej przeciw Turkom pod Chocimiem roku 1621” autorstwa Jakuba Sobieskiego. Miejsce przechowywania: AGAD, Warszawa

### Wydania i przekłady dzieł Jakuba Sobieskiego
- J. Sobieski, Mowy pogrzebowe, wyd. M. Barłowska, M. Ciszewska, Wydawnictwo Instytutu Badań Literackich PAN, Warszawa 2019, s. 623 (seria: Biblioteka Pisarzy Staropolskich, t. 45).
- J. Sobieski, Diariusz sejmu koronacyjnego w Krakowie w 1633 roku, oprac. W. Kaczorowski i inni, Opole 2008.
- Dwie podróże Jakuba Sobieskiego, ojca króla Jana III, odbyte po krajach europejskich w latach 1607–1613 i 1638, wyd. E. Raczyński, Poznań 1833.
- Resztki rękopisu J. Sobieskiego, ojca króla Jana III, obejmującego podróże odbyte w latach 1613 i 1638, wyd. A. Kraushar, Warszawa 1903.
- Jakub Sobieski, Peregrynacja po Europie (1607-1613). Droga do Baden (1638), oprac. J. Długosz, Wrocław 1991.
- J. Sobieski, Journal d’un voyage fait en Allemagne et en France au commencement du XVII siecle, [w:] La Pologne historique, literaire, monumentale et illustree, Paris 1846.
- Viajes de extranjeros por Espana y Portugal en los singlos XV, XVI y XVII. Colection de Javier Liske, traducios del original y anotados posr Geliks Różański, Madrid 1879, s. 233–267.
- Viajes de extranjeros por Espana y Portugal, recoplicon, traducion, prolog y notas por. J. Garcia – Mercedal, Madrid 1959, t. 2, 323-334.

### Opracowania (według autorów)
Z. Anusik [rec.] – Jakub Sobieski, Peregrynacja po Europie (1607-1613). Droga do Baden (1638), oprac. J. Długosz, Wrocław 1991- „Przegląd Historyczny” 83 (1992), s. 761–773.
- H. Barycz, Podróże polskie do Neapolu w wiekach XV – XVIII, [w:] „Przegląd Współczesny” (1938), t. 67, s. 20–45.
- S. Ciesielska-Borowska, Podróże Polski do Hiszpanii i Portugalii w wieku XVII, „Sprawozdania Polskiej Akademii Umiejętności” 1952, nr 7/10, s. 4 57-461.
- W. Czapliński, Władysław i jego czasy, wyd. 2 Warszawa 1976.
- J. Dackiewicz, Sobiescy w zamkach nad Loarą, Lublin 1974.
- J. Długosz, Jakub Sobieski 1590-1646. Parlamentarzysta, polityk i pamiętnikarz, Warszawa 1989.
- J. Długosz, Sobieski Jakub, [w:] Polski Słownik Biograficzny, t. 39, Warszawa 2002, s. 483–490.
- J. Długosz, Wstęp, [w:] Jakub Sobieski, Peregrynacja po Europie (1607-1613). Droga do Baden (1638), oprac. J. Długosz, Wrocław 1991, s. 5–40.
- J. Dużyk [rec.] – Jakub Sobieski, Peregrynacja po Europie (1607-1613). Droga do Baden (1638), oprac. J. Długosz, Wrocław 1991 – „Ruch Literacki” (1992), z. 5 s. 582–583.
- H. Dziechcińska [rec.] – Jakub Sobieski, Peregrynacja po Europie (1607-1613). Droga do Baden (1638), oprac. J. Długosz, Wrocław 1991 – „Odrodzenie i Reformacja w Polsce” 37 (1993), s. 134–136.
- H. Dziechcińska, Les deux relations que fit Jacques Sobieski de ses voyages en Europe, sut lefond des ecrits de voayge de son epoque, [w:] Fillogia e letterarua nei paesi slavi. Studi in onore di Santi Graciotti, Roma 1969, s. 161–170.
- H. Dziechcińska, O staropolskich dziennikach podróży, Warszawa 1991.
- Europa świat w początkach epoki nowożytnej, cz. 1: Społeczeństwo, kultura, ekspansja, pod red. A. Mączaka, Warszawa 1991.
- S.J. Gąsiorowski, Badania polskie nad sztuką starożytną. Relacje podróżników – kolekcjonerstwo – badania naukowe, Kraków 1948.
- E.J. Głębicka [rec.] – H. Dziechcińska, O staropolskich dziennikach podróży, Warszawa 1991 – „Odrodzenie i Reformacja w Polsce” 37 (1993), s. 132–134.
- J. Kallenbach, Czasy i ludzie, Warszawa 1905.
- A. Kaushar, Wstęp, [w:] Resztki rękopisu J. Sobieskiego, ojca króla Jana III, obejmującego podróże odbyte w latach 1613 i 1638, wyd. A. Kraushar, Warszawa 1903.
- T. Korzon [rec.] – Resztki rękopisu J. Sobieskiego, ojca króla Jana III, obejmującego podróże odbyte w latach 1613 i 1638, wyd. A. Kraushar, Warszawa 1903, – „Kwartalnik Historyczny” (1903), s. 655–656.
- L. Kubala, Droga króla Władysława IV do Baden i kongres w Niklosburgu opisany przez Jakuba Sobieskiego, [w:] „Przewodnik Naukowy i Literacki” (1878), s. 49–78.
- K. Krupiński, Przodkowie Jana III Sobieskiego, [w:] „Mówią Wieki” 18 (1976), s. 14–16.
- M. Lepecki, Pan Jakobus Sobieski, Warszawa 1970.
- G. Makowiecka, Po drogach polsko – hiszpańskich, Kraków 1984.
- A. Mączak, Odkrywanie Europy. Podróże w czasach renesansu i baroku, Gdańsk 1998.
- A. Mączak, Peregrynacje, wojaże i turystyka, Warszawa 1984.
- A. Mączak, Rządzący i rządzeni. Władza i społeczeństwo w Europie wczesno-nowożytnej, Warszawa 1986.
- A. Mączak, Życie codzienne w podróżach po Europie w XVI i XVII wieku, Warszawa 1978, wyd. 2 popr. Warszawa 1980.
- R. Mielnicki, Poglądy polityczne w dziejopisarstwie polskim XVII wieku, [w:] „Przegląd Historyczny” (1913), s. 35–66, 164–186, 257–293.
- E. Opaliński [rec.] – Jakub Sobieski, Peregrynacja po Europie (1607-1613). Droga do Baden (1638), oprac. J. Długosz, Wrocław 1991- „Acta Poloniae Historica” 66 (1992), s. 199–200.
- L. Podhorodecki, Sobiescy herbu Janina, wyd.2 Warszawa 1984.
- Z. Pietrzyk, Przyczynek do studiów zagranicznych Mikołaja Ostroroga i Jakuba Sobieskiego, „Odrodzenie i reformacja w Polsce 42 (1998), s. 142–144.
- B. M. Puchalska, Obraz dworów zachodnioeuropejskich w polskiej literaturze pamiętnikarskiej XVI i XVII wieku, Białystok 2000.
- E. Raczyński, Wiadomość krótka o życiu i pismach Jakuba Sobieskiego, [w:] Dwie podróże Jakuba Sobieskiego, ojca króla Jana III, odbyte po krajach europejskich w latach 1607–1613 i 1638, wyd. E. Raczyński, Poznań 1833.
- [rec.] – Dwie podróże Jakuba Sobieskiego, ojca króla Jana III, odbyte po krajach europejskich w latach 1607–1613 i 1638, wyd. E. Raczyński, Poznań 1833 – „Pamiętnik Naukowy” 1837, t. 3.
- Sobieski Jakub, [w:] Literatura polska. Zarys encyklopedyczny, t. 2, wyd. 3 Warszawa 1985, s. 382.
- Sobieski Jakub, [w:] Nowy Korbut, t. 3: Piśmiennictwo staropolskie, Warszawa 1965, s. 258–260.
- Z. Trawicka, Pozasejmowa działalność Jakuba Sobieskiego,  „Sobótka”, 35 (1980), z. 2, s. 171–179.
- Z. Trawicka, Studia Jakuba Sobieskiego, „Odrodzenie i reformacja w Polsce, 14 (1969), s. 176–181.
- W. Tygielski, Sobieski Jakub, [w:] Słownik historyków polskich, Warszawa 1994, s. 482–483.